# アンナ・パヴロワ (小惑星)
アンナ・パヴロワ (3055 Annapavlova) は小惑星帯に位置する小惑星である。ソビエト連邦の天文学者タマラ・スミルノワがクリミア天体物理天文台で発見した。
20世紀初頭のロシアのバレリーナ、アンナ・パヴロワ(Анна Павловна Павлова) から命名された。